# Pierre Barnérias
Pierre Barnérias-Desplas, ou simplement Pierre Barnérias, né le 22 janvier 1965 à Saint-Rémy-sur-Durolle (Puy-de-Dôme), est un réalisateur, directeur de la photographie, et ancien journaliste français. Son documentaire Hold-Up (2020) est célèbre pour ses thèses complotistes.

## Biographie

### Famille
D'origine auvergnate, Pierre Barnérias est le troisième enfant d'une famille catholique qui en compte six issue d'un village du canton de Saint-Rémy-sur-Durolle.
Sa fille Marine est la réalisatrice du film autobiographique Rosy sorti en 2022 dans lequel elle raconte son combat contre sa sclérose en plaques,.

### Formation
Après une maîtrise de droit privé à l'université Panthéon-Assas, il intègre l'école européenne de journalisme de Bruxelles. À la suite d'un grave accident de moto, il se convertit à la religion catholique,.
Il dit avoir interviewé le pape Jean-Paul II à l'occasion des Journées mondiales de la jeunesse, en 1989, à Saint-Jacques-de-Compostelle, en Espagne.

### Carrière
Devenu journaliste, il est chargé de la rubrique « Religion » de 1989 à 1994 du quotidien Ouest-France. Il travaille pour la radio (France Info, RTL2) et pour des émissions télévisées : Envoyé spécial, Faut pas rêver, Thalassa, Des racines et des ailes, Zone Interdite et Le Jour du Seigneur.
En 1998, il coréalise le documentaire Ils ont marché dans le ciel sur la traversée de 5 000 km à travers l'Himalaya de Sylvain Tesson.
À partir de 1999, il se rapproche d'Éliane Deschamps, personnalité charismatique du petit groupe religieux Amour et miséricorde que la  Miviludes surveille à partir des années 2000. Après la plainte de quatorze anciens membres pour abus de faiblesse,, elle est condamnée en 2022 à deux ans de prison avec sursis.
En 2010, Barnérias fonde Tprod, son agence de production, et produit Les Yeux ouverts, un long-métrage sur les soins palliatifs.
En 2012, il réalise Il était une Foi, un film présentant des chrétiens persécutés et oubliés, qui lui vaut les félicitations du pape Benoît XVI et qui est sélectionné au Festival de Rome.
En 2013, il réalise un court documentaire polémique À qui profite le flou ? qui enquête sur les clichés officiels de La Manif pour tous du 24 mars 2013. La vidéo affirme que les images de la préfecture de la manifestation auraient été délibérément truquées pour minorer le nombre de manifestants. Malgré les démentis et explications de l'AFP, ainsi que de la préfecture, Pierre Barnérias et La Manif pour tous maintiennent leurs accusations,.
Dans M et le 3e Secret en 2014, il défend l'idée que l’Église aurait volontairement occulté une partie des révélations de Notre-Dame de Fátima. Le quotidien Le Monde juge que le film est proche de thèses complotistes.
Il est président du jury pour Belle la différence !, festival du film autour du handicap de Bressuire en 2018.
En 2019, dans la lignée de son documentaire Thanatos, l'ultime passage, il ouvre la chaîne ThanaTV sur YouTube, spécialisée sur les expériences de mort imminente puis sur la pandémie de Covid-19. En novembre 2020, elle comptabilise plus de 5 millions de vues. L'audience de la chaîne augmente nettement lorsqu'elle se concentre sur la pandémie de Covid-19.
En 2020, il réalise le film documentaire Hold-Up sur le thème de la pandémie de Covid-19. Rencontrant un certain succès sur internet à sa sortie et la consternation de nombreux médias, le documentaire est inspiré par le conspirationnisme et contient de très nombreuses inexactitudes délibérées et des fausses informations,,,,.
Le 17 février 2021, la chaîne Thana TV de Barnérias est supprimée par YouTube pour diffusion de nombreuses fausses informations. En décembre 2021, il promeut un projet d'éco-village et lieu de vie alternatif à Lannion.
En 2024, un nouveau film de Pierre Barnérias, Les Survivantes, est diffusé en salle. Le quotidien Libération décrit une construction du film similaire à celle de Hold-Up : une première partie est consacrée à des témoignages jugés « parfois plausibles » de huit femmes, dont la haut fonctionnaire Hélène Pelosse, se disant victimes d'incestes, de viols, de « violences systémiques subies durant leur enfance » ou qui évoquent « des dysfonctionnements au sein de l’Aide sociale à l’enfance (ASE) ». Elle est suivie par « une séquence largement complotiste » qui met en cause « des élites sataniques et franc-maçonnes » derrière des « réseaux pédocriminels » avancés par le film. Pour le quotidien, « à aucun moment, il n’est présenté d’enquêtes ou de preuves, le film se limitant à compiler des témoignages ».

## Affaires judiciaires

### Condamnation de Pierre Barnérias
À la suite d'une plainte pour « diffamation publique » déposée par Karine Lacombe  contre Pierre Barnérias après la parution du film Hold-up, un procès se tient en avril 2024. Pierre Barnérias, incapable d'étayer ses dires devant la cour, finissant par reconnaître une confusion avec une homonyme, est condamné à 2 000 euros de dommages et intérêts, 2 000 euros au titre des frais engagés par la partie civile et 500 euros d'amende avec sursis,.

### Plainte contre l'AFP
En 2021, l’AFP démontre dans un article qu'un extrait du film Hold-up contient « des informations fausses et trompeuses ». En octobre 2024, la plainte de Pierre Barnérias contre l'AFP pour « diffamation publique envers un particulier » est invalidée par le tribunal correctionnel.

## Filmographie
- Ils ont marché dans le ciel, avec Sylvain Tesson, 1998[5]
- Le Dernier Record, produit par Vincent Perrot, Planète/ABMoteurs/MotorsTV, 2008
- Les Yeux ouverts, long-métrage sur les soins palliatifs, produit en 2010[31],[32]
- Il était une foi, 2012
- À qui profite le flou, court-métrage documentaire sur La Manif pour tous du 24 mars 2013[14]
- M et le 3e Secret, 2014
- Sous peine d'innocence, 2017, histoire de la rencontre entre un prisonnier cubain et un prêtre français de la Mission de France
- Thanatos, l'ultime passage, 2019[33]
- La Vallée des géants, 2020, documentaire de 52 minutes sur la vallée des Saints, projet associatif de statuaire monumentale en cours de réalisation en Bretagne[34]
- Hold-up : Retour sur un chaos, 2020[35],[36]
- Hold-on - Primum nocere, 2021[37],[38].
- Hold Out, 2022.
- L’Empreinte, 2022.
- Miracles, 2023.
- Les Survivantes, 2024[39]

## Publication
Pierre Barnérias, M, la fin d'un monde et MôA !, Coignières, Klistic, 2018, 473 p. (ISBN 979-10-97486-03-7)